# 中央公园站 (韩国)
中央公園站（：／ Senteureol-pakeu yeok */?）是仁川地鐵1號線沿線的一座地下車站，位於韓國仁川廣域市延壽區松島2洞，韓語副站名是「浦項建設」（포스코건설）。2009年仁川世界都市慶典期間曾以仁川世界都市祝典（인천세계도시축전）作為副站名。

## 車站結構
站體為2面2線側式月台的地下車站，候車月台設有月台幕門，並有3處出口。

### 月台配置
| 仁川大學 ↑     |
| \| 上          |
| ↓ 國際業務園區 |

| 月台 | 路線               | 目的地                             |
| ---- | ------------------ | ---------------------------------- |
| 上行 | ●仁川都市鐵道1號線 | 源仁齋、富平、橘峴、桂陽方向       |
| 下行 | ●仁川都市鐵道1號線 | 國際業務園區、松島月光慶典公園方向 |

## 歷史
- 2009年6月1日：落成啟用。

## 車站周邊
- 松島中央公園
- 松島國際都市
- 浦項E&C塔大廈（朝鲜语：포스코 E&C 타워）
- 仁川藝術中心
- 仁川城市運輸歷史博物館（Compaq智慧城市）

## 圖片

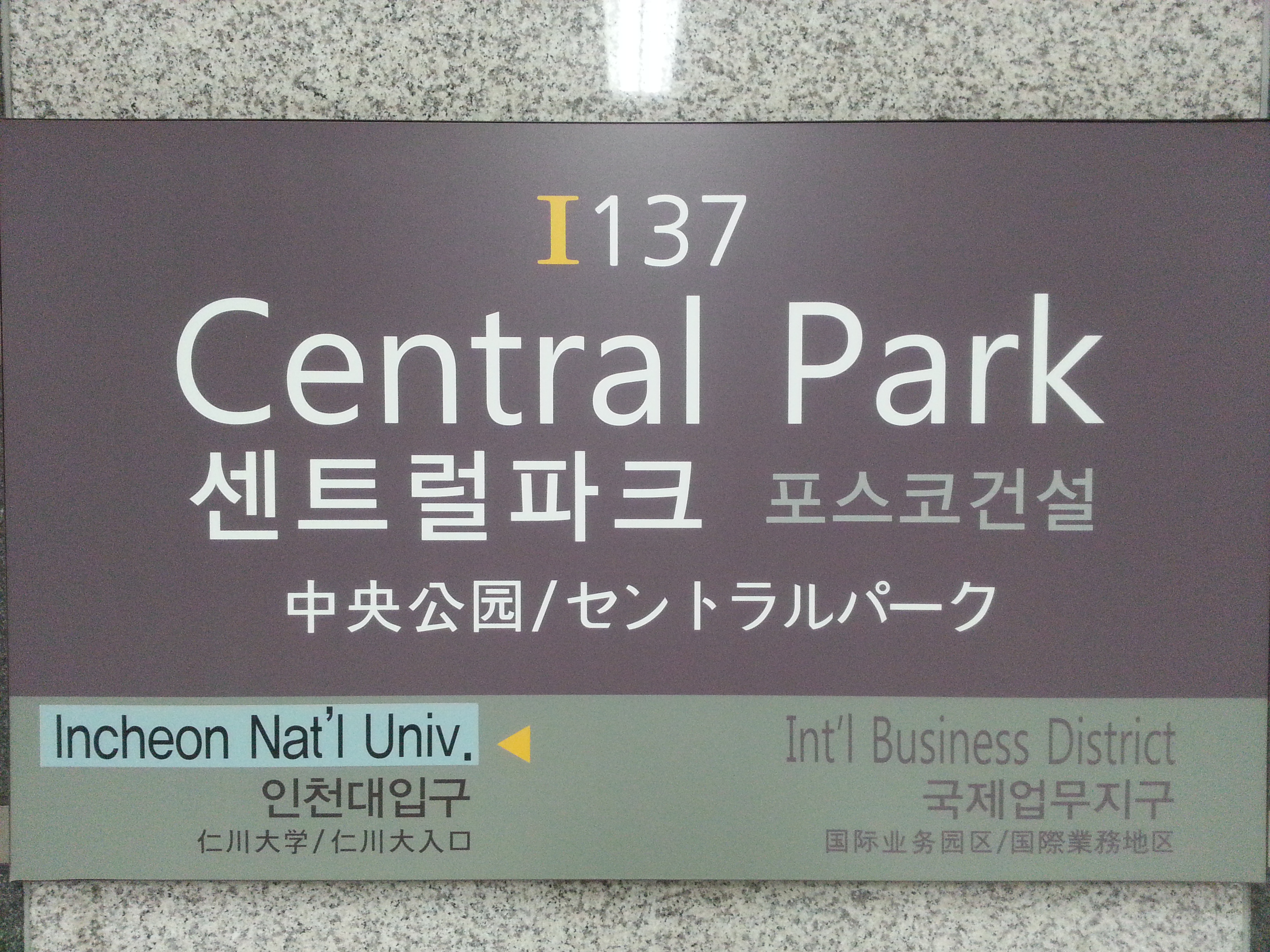
站名牌
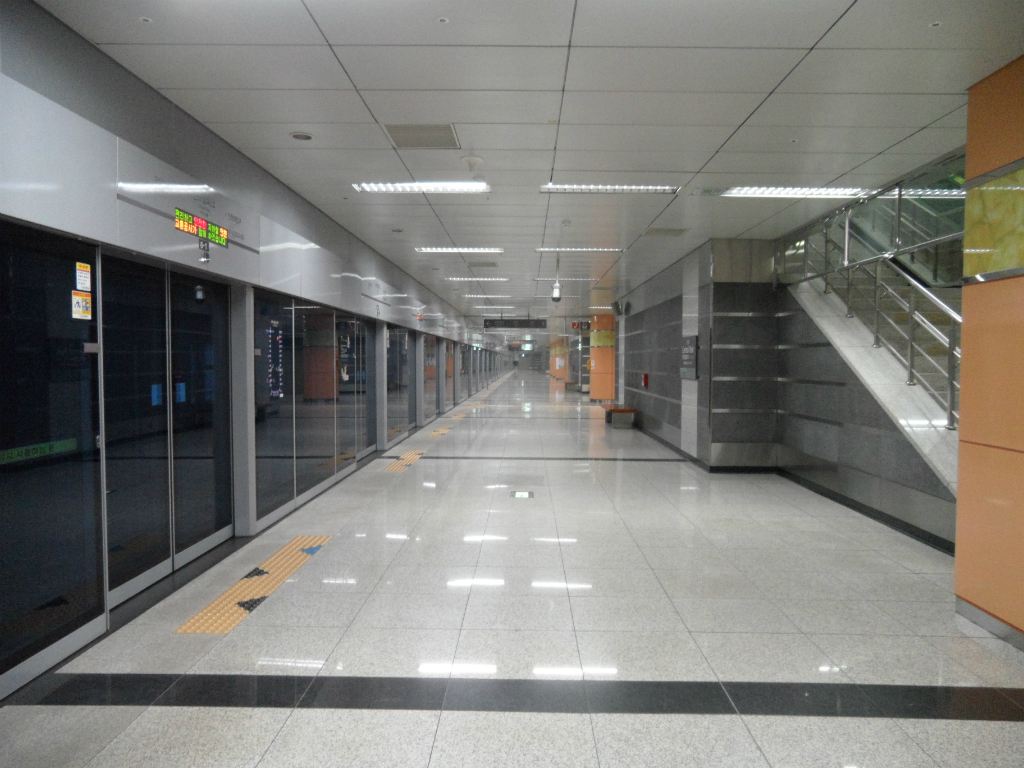
候車月台
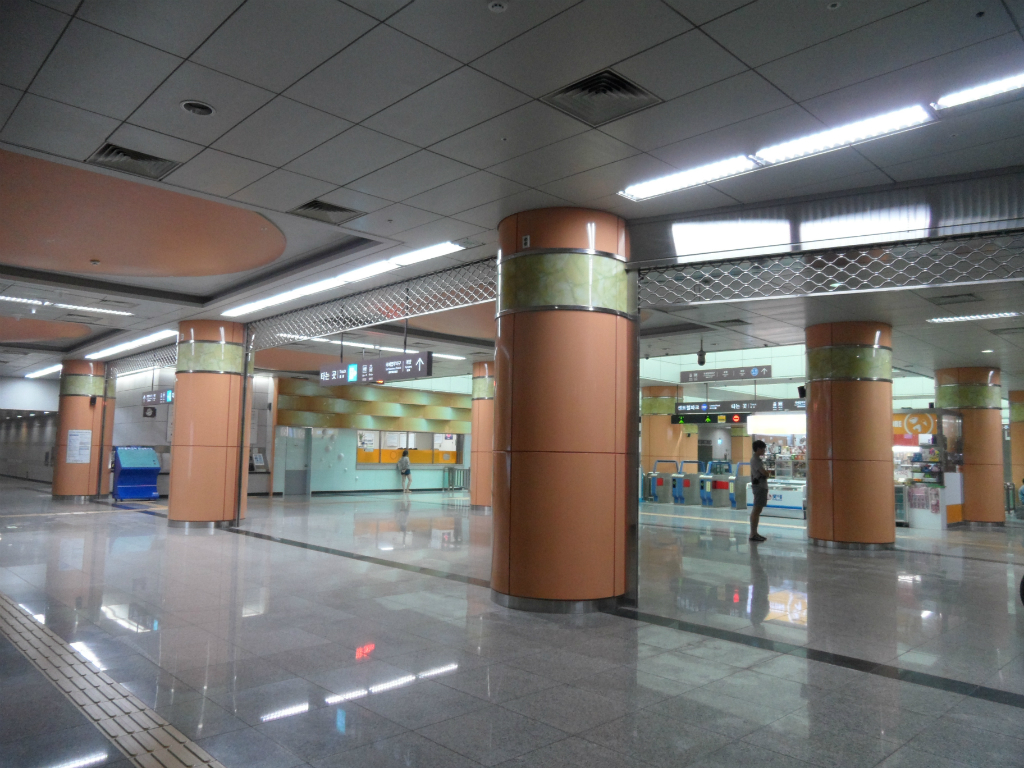
車站大廳

## 相鄰車站
仁川交通公社
●仁川都市鐵道1號線
仁川大學（I136）－中央公園（I137）－國際業務園區（I138）